# Bedminster (Bristol)
Bedminster – dzielnica miasta Bristol, w Anglii, w Bristol, w dystrykcie (unitary authority) Bristol. W 2011 dzielnica liczyła 12 448 mieszkańców.